# IRリポート
IRリポート(アイアールリポート)は、テレビ東京系列で2001年10月6日から2002年3月23日まで放送されたテレビ番組。

## 概要
投資家へのIR（インベスター・リレーションズ）をテーマに企業の素顔を伝える番組であった。毎回あるテーマのもとに2つの企業をピックアップし、取材とトップインタビューを紹介し企業の将来性やビジョンを知る上で欠かせない情報を発信していた。

## MC
- ショーンK
- 星河由宇